# 賀鏤
賀鏤（1508年—1558年），字邦器，號華峯，江西吉安府永新縣人，民籍，明朝政治人物。

## 生平
江西鄉試第八十四名舉人。嘉靖二十六年（1547年）中式丁未科會試第二百四十九名，登第三甲第四名進士。都察院觀政，授南大理寺评事，升寺正，历官广东兵备佥事，平定广东扶藜、葵梅等山峒贼，三十六年十二月以功升二级，加布政司右参政銜，不久病故，四十一年十月贈光禄寺卿。

## 家族
曾祖賀叔正；祖父賀攸；父賀廷曾，母左氏；繼母陳氏。具庆下。弟鍧、鉟、鈵、鉷。子贺大节、贺大升。